# Lara Marti
Lara Marti (Bazel, 21 september 1999) is een voetbalspeelster uit Zwitserland. Ze speelt als middenvelder voor RB Leipzig in de Bundesliga.

## Clubcarrière
Marti begon met voetballen bij FC Lausen 72 in 2008. Via FC Liestal kwam ze in 2014 in de jeugdopleiding van FC Basel terecht. Nadat ze in eerste instantie deel uitmaakte van het onder 19 team, maakte Marti in februari 2016 op zestienjarige leeftijd haar debuut in de Super League. Ze kwam vier seizoenen uit voor FC Basel waarin ze 62 wedstrijden speelde en negen doelpunten maakte.
Voorafgaande aan het seizoen 2020-2021 maakte Marti de overstap naar de Duitse Bundesliga waar ze voor Bayer 04 Leverkusen ging spelen. Voor die club tekende ze een tweejarig contract.  Op 4 oktober 2020 maakte Marti haar debuut in de Bundesliga in een uitwedstrijd tegen VfL Wolfsburg.
Op 8 januari 2024 maakte Marti de overstap naar competitiegenoot RB Leipzig. In Saksen tekende Marti een contract tot medio 2026.

## Statistieken
| Seizoen    | Club                | Land        | Competitie   | Wedstrijden | Doelpunten |
| ---------- | ------------------- | ----------- | ------------ | ----------- | ---------- |
| 2016-2020  | FC Zürich           | Zwitserland | Super League | 61          | 13         |
| 2020-2024  | Bayer 04 Leverkusen | Duitsland   | Bundesliga   | 52          | 1          |
| 2024-heden | RB Leipzig          | Duitsland   | Bundesliga   | 5           | 0          |
| Totaal     | Totaal              | Totaal      | Totaal       | 118         | 14         |

Laatste update: 14 apr 2024

## Interlandcarrière
Marti maakte onderdeel uit van alle jeugdelftallen van Zwitserland voordat ze haar debuut maakte in het seniorenteam. Ze maakte haar debuut door in de basis te starten in een wedstrijd tegen Servië op 14 juni 2019.
Marti werd opgenomen in de selectie van Zwitserland voor het EK 2022. Zwitserland werd op dit eindtoernooi uitgeschakeld in de groepsfase na een 1-4 nederlaag tegen Nederland. Marti kwam enkel het eerste groepsduel tegen Portugal in actie.
In 2023 werd Marti opnieuw opgenomen in de selectie van Zwitserland voor het WK 2023. Zwitserland wist de achtste finales te halen waarin Spanje met 1-5 te sterk was. Marti kwam alleen in dat duel in actie.